# Секіне Сінобу
Сінобу Секіне (яп. 関根 忍; нар. 20 вересня 1943 — 18 грудня 2018) — японський дзюдоїст, олімпійський чемпіон 1972 року.

## Виступи на Олімпіадах
| Олімпіада   | Дисципліна | Місце |
| ----------- | ---------- | ----- |
| Мюнхен 1972 | до 80 кг   | 1     |